# Кухня Домініки

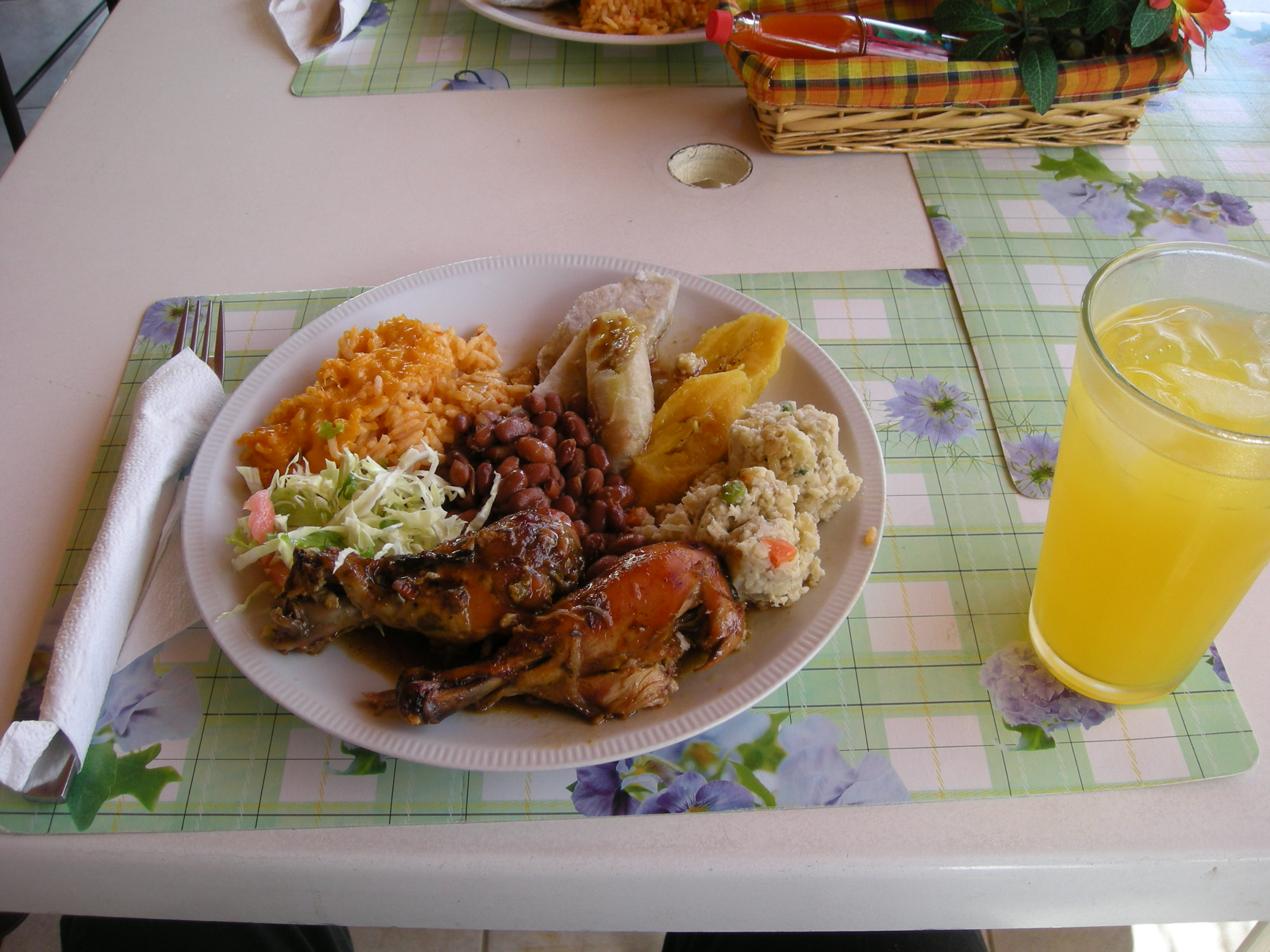
Креольський ланч на Домініці

Кухня Домініки (англ. Dominica cuisine) — кухня острівної держави Домініка. Заснована на креольських методах приготування з використанням місцевих продуктів, приправлених прянощами, які зростають на острові.

## Страви
Кухня Домініки схожа на кухню багатьох інших країн Карибських островів, включаючи Тринідад і Сент-Люсія, але домініканські страви мають свої особливості. Сніданок — найважливіший прийом їжі на Домініці. Він включає солону рибу, наприклад, сушену або солону тріску, і булочки, приготовані зі смаженого тіста, які розкуповують зранку перед робочими буднями. Солона риба та випічка також можуть використовуватися як закусокки , снеків в фаст-фуді, які їдять протягом дня. Продавці на вулицях Домініки продають ці закуски перехожим разом зі смаженим курчам, рибою та смузі. Інші страви, які їдять на сніданок, включають кашу з кукурудзяного борошна або поленту з молоком, згущеним молоком або цукром. Під британським впливом в Домініканську кухню увійшли яйця, бекон і тости, вони популярні поряд зі смаженою рибою і бананами.
Під час обіду або вечері їдять овочі, плантани, танію, ямс, картоплю, рис та горох. У Домініці їдять м'ясо та птицю, особливо курку, яка дуже популярна, яловичину, рибу, яку зазвичай гасять з цибулею, морквою, часником, імбиром та травами, такими як чебрець, і загущених підливою. Популярні страви включають рис із горохом, тушковану курку, тушковану яловичину, смажену і тушковану рибу, а також безліч різних видів ситних рибних бульйонів та супів, з дамплінгами, морквою та іншими коренеплодами.
Придорожні кіоски та ресторани в маленьких містечках зазвичай подають смажене курча, рибу зі смаженою картоплею і «тейсті бейкс» (англ. tasty bakes, «смачну випічку») — смажене тісто з борошна, води та цукру або солі, яку подають разом з холодними напоями. На острові вирощують безліч фруктів, в тому числі банани, кокоси, папаю, гуаву, ананаси і манго, які їдять як десерт, роблять пюре або соки і смузі.
Національною стравою Домініки було «гірське курча», або Антильський свистун — жаба, crapaud, яка є ендеміком Домініки і Монтсеррату, і до недавнього часу масово вживалася в їжу місцевими мешканцями. Наразі цей вид знаходиться під охороною, і мешкає на височинах, і його можна зловити тільки з осені по лютий. Однак з 2013 року новою національною стравою став суп калаллу (англ. Calalloo soup), приготований із зеленого листя таро, овочів та м'яса.

## Напої
Річки, що стікають з гір, забезпечують Домініку рясним запасом прісної води. Чайна культура Домініки має довгу історію. Багато традиційних лікувальні чаїв походить з культури аборигенів острова — карибів.
Серед сучасних традиційних алкогольних напоїв — ромовий пунш та смузі.
Домініка варить власне пиво під маркою Kubuli.